# Свети Йоан Предтеча (Отошница)
„Свети Йоан Предтеча“ или Кръстител (на македонска литературна норма: „Свети Јован Претеча“, Крстител) е православна църква в кратовското село Туралево, Северна Македония. Църквата е част от Кратовското архиерейско наместничество на Кумановско-Осоговската епархия на Македонската православна църква – Охридска архиепископия.
Църквата е изградена в XIX век. В 1933 година дебърският майстор Димитър Папрадишки изписва иконостаса и царските двери на храма.